# Myrmecocystus intonsus
Myrmecocystus intonsus är en myrart som beskrevs av Roy R. Snelling 1976. Myrmecocystus intonsus ingår i släktet Myrmecocystus och familjen myror. Inga underarter finns listade i Catalogue of Life.